# La Tête haute

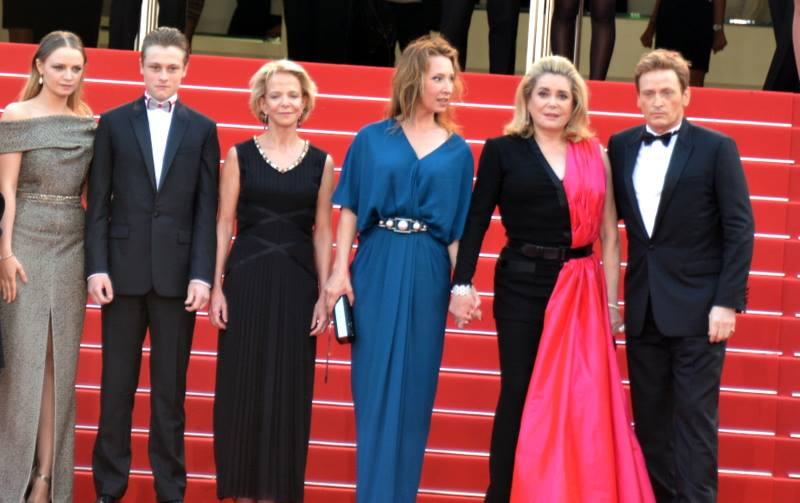
Makers van La Tête haute op het filmfestival van Cannes 2015

La Tête haute is een Franse film uit 2015, geregisseerd door Emmanuelle Bercot. 
De film werd geselecteerd als openingsfilm op 13 mei op het 68e filmfestival van Cannes.

## Verhaal
De film volgt de jonge delinquent Malony tussen de leeftijd van 6 en 18 jaar, waarbij een jeugdrechter en een maatschappelijk werker proberen de jongen op te voeden en te redden.

## Rolverdeling
| Acteur            | Personage                                   |
| ----------------- | ------------------------------------------- |
| Catherine Deneuve | jeugdrechter Florence Blaque                |
| Rod Paradot       | Malony Ferrandot                            |
| Sara Forestier    | Séverine Ferrandot, moeder van Malony       |
| Benoît Magimel    | opvoeder Yann                               |
| Diane Rouxel      | Tess, het vriendinnetje van Malony          |
| Élizabeth Mazev   | Claudine, moeder van Tess, leerkracht Frans |

## Prijzen en nominaties
| Jaar | Prijs | Categorie  | Genomineerde(n) | Uitslag     |
| ---- | ----- | ---------- | --------------- | ----------- |
| 2016 | César | Beste film | Beste film      | Genomineerd |